# Basílica de San Francesco (Arezzo)

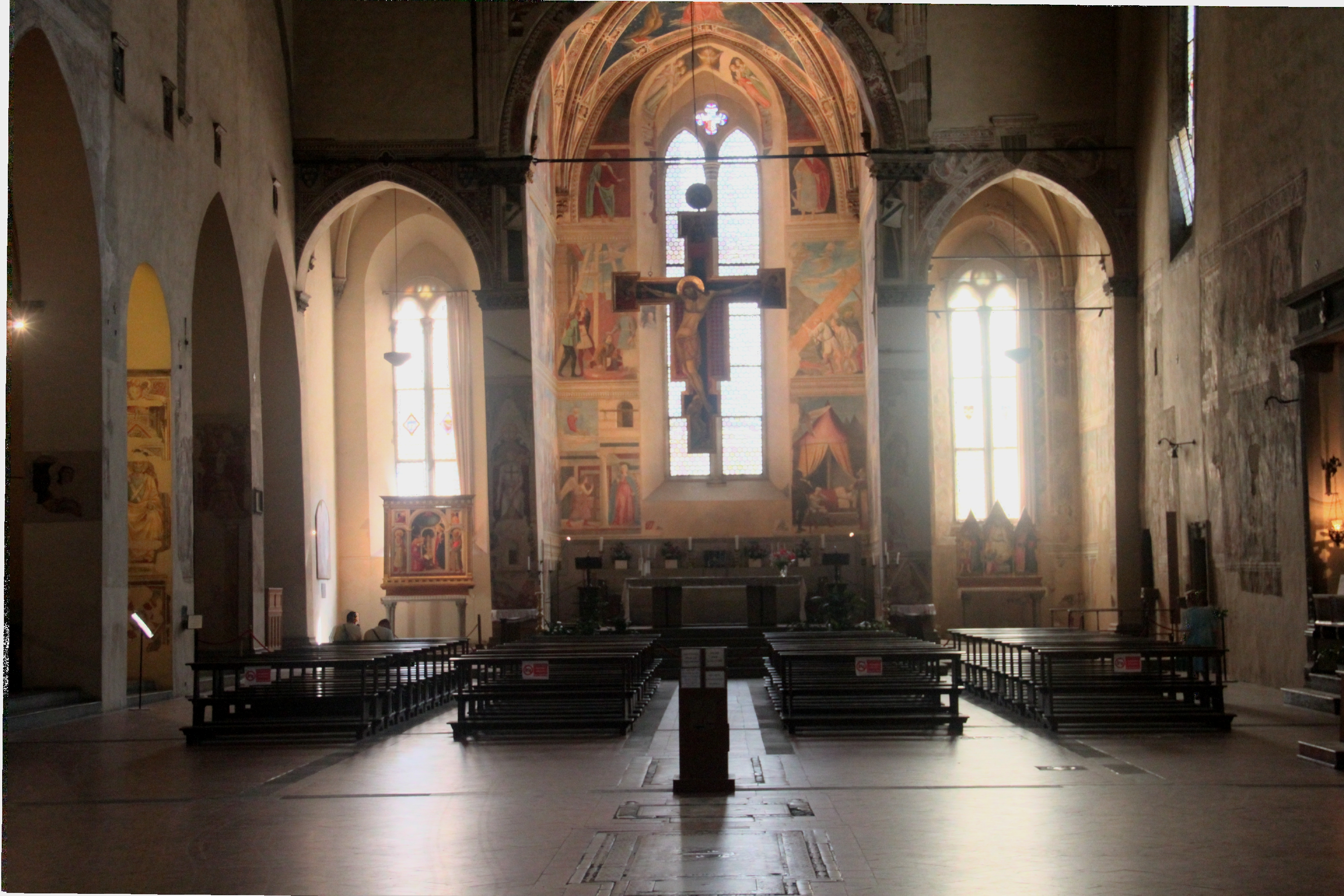
Interior de la Basílica de San Francesco

La Basílica de San Francesco és una església de l'edat mitjana tardana a Arezzo, Toscana, Itàlia, dedicada a sant Francesc d'Assís. És coneguda sobretot per albergar en les parets del cor el cicle de pintura al fresc de la Llegenda de la Veracreu per Piero della Francesca.

## Història
La basílica és històricament la segona església construïda pels franciscans d'Arezzo. La primera va ser edificada en extramurs, on s'acollia una gran creu franciscana i una pintura d'una Maestà realitzada per Guido da Siena.
Per un document conciliar de 1250 se sap que la comunitat d'Arezzo va demanar als monjos construir una nova església dintre dels murs de la ciutat. La basílica data de finals del segle xiii. Tanmateix, es va reconstruir entre 1318 i 1377 segons el projecte d'un monjo anomenat Giovanni da Pistoia.

## Interior
L'edifici és d'arquitectura gòtica i està situada a la plaça de Sant Francesc d'Arezzo. Construïda en pedra i maó, consta d'una única nau flanquejada amb algunes capelles en el seu lateral esquerre i a la dreta amb edicles ornamentats del trecento. Sobre el mur de la capella major, entre el 1453 i el 1464 Piero della Francesca va pintar el cicle de la Llegenda de la veracreu; d'aquestes pìntures se han realitzat una restauració el 1992 amb ocasió del 500 anys de la mort de l'artista. La capella de la dreta de l'absis allotja la pintura al fresc de Spinello Aretino, mentre que a la de l'esquerra es troba una Anunciació de Luca Signorelli.
L'església conté un santcrist del Mestre di San Francesco, contemporani de Cimabue. A més a més, hi ha una pintura de Santa Maria Magdalena, també realitzada per Piero della Francesca, al costat de la porta de la sagristia.
Sota l'església n'hi ha una Chiesa inferiore (església inferior), més petita, com a Assís, amb una nau central i dos laterals, usada avui dia com a sala d'exposicions.